# مورس د نالن
مورس د نالن دهستانی در استان آستوریاس اسپانیا است.
در این دهستان ۲٬۱۸۹ نفر زندگی می‌کنند. مساحت این دهستان ۸٫۰۹ کیلومتر مربع است.